# Mary W. Gray
Mary Lee Wheat Gray (nascuda el 8 d'abril de 1938) és una matemàtica, estadística i advocada nord-americana. És l'autora de diversos llibres i articles en els camps de les matemàtiques, de l'educació matemàtica, de la informàtica, de l'estadística aplicada, de l'equitat econòmica, de la llei de discriminació i de la llibertat acadèmica. En l'actualitat, forma part del Consell d'Assessors de POMED (Project on Middle East Democracy) i és la presidenta del Consell d'Administració d'AMIDEAST (America-Mideast Educational and Training Services, Inc.).

## Biografia i trajectòria
Gray va completar la seva llicenciatura a Hastings College i va fer el seu doctorat en matemàtiques a laUniversitat de Kansas. Va completar el seu Juris Doctor al Washington College of Law. És membre del Districte de Columbia i del Tribunal Suprem dels Estats Units.
Gray va ser una de les membres fundadores de l'Associació de Dones en Matemàtiques (AWM) i la primera presidenta de l'AWM entre els anys 1971 i 1973. Tal com s'informa a "A Brief History of the Association for Women in Mathematics: The Presidents' Perspectives", de Lenore Blum, "Judy Green recorda (i hi coincideix Chandler Davis, amic de l'AWM): "La idea formal que les dones es reunissin i formessin un caucus es va fer pública per primera vegada en una reunió del MAG [Mathematics Action Group] l'any 1971 a Atlantic City. Joanne Darken, que aleshores era una instructora a la Universitat de Temple i actualment al Community College de Filadèlfia, es va aixecar durant la reunió i va suggerir que les dones presents s'hi quedessin i formessin un caucus. He pogut documentar sis dones que es van quedar: jo (aleshores era una estudiant de postgrau a Maryland), Joanne Darken, Mary [W.] Gray (ja estava a la Universitat Americana), Diane Laison (en el moment era instructora a Temple), Gloria Olive (catedràtica de la Universitat d'Otago, Nova Zelanda; que estava de visita als EUA en aquell moment) i Annie Selden... No està del tot clar què va passar després, tot i que personalment sempre he pensat que la Mary era la responsable d'organitzar-ho tot..."". Mary W. Gray va ser una de les primeres organitzadores, va col·locar un anunci al tauler d'avisos de l'AMS el febrer de 1971 i va escriure el primer número del butlletí de notícies de l'AWM el maig d'aquell mateix any. Tal com informa Lenore Blum, "El que recordo haver sentit sobre Mary [W.] Gray i les reunions d'Atlantic City i el que va despertar la meva curiositat, va ser un esdeveniment completament diferent, un que també va alterar dràsticament el caràcter de la comunitat matemàtica. Durant aquells anys, l'AMS estava governada pel que només es podia considerar una "xarxa de vells amics", tancada a tothom llevat d'aquells que formaven part del cercle més íntim. La Mary va desafiar aquest sistema en assistir a la reunió del Consell d'Atlantic City. Quan li van dir que havia de marxar, s'hi va negar, dient que s'esperaria fins que arribés la policia. (La Mary explica la història lleugerament diferent: quan li van dir que havia de marxar, ella va respondre que no hi havia cap regla als estatuts que restringissin l'assistència a les reunions del Consell. Aleshores li van dir que era per "acord dels senyors". Naturalment, la Mary va contestar "Bé, òbviament no soc un senyor.") A partir d'aquell moment, les reunions del Consell van estar obertes a observadors i es va iniciar el procés de democratització de la Societat.” A Brief History of the Association for Women in Mathematics: The Presidents' Perspectives dedica un capítol a Mary W. Gray titulat "Mary Gray (1971-1973): The mother of us all".
Va treballar estretament amb la seva companya d'AU, la química Nina Roscher, per tal de millorar els recursos de les dones i les persones de minories ètniques que estudiaven matemàtiques i ciències i evitar que abandonessin les classes. Van crear un programa d'aprenentatge per a mostrar a les estudiants de primer any una perspectiva de la ciència interdisciplinària i orientada a les persones. El programa, finançat per la National Science Foundation (NSF) mitjançant una subvenció de 95.000 dòlars, incloïa un curs de seminari seguit de dos mesos d'aprenentatge treballant amb un científic compromés amb la política científica.
El 1973 va ser escollida com a membre general de l'AMS. Va ocupar aquest càrrec fins al 1975.

## Honors
El 30 de juliol de 2017, quan Gray va rebre (de l'Associació Americana d'Estadística) el Premi Karl E. Peace per les seves contribucions destacades en estadística per a la millora de la societat (Paul S. Albert, president), aquesta va ser la citació escrita: "Per l'ús innovador de l'estadística per tal de lluitar contra la discriminació mitjançant la promoció de la igualtat i dels drets humans; per la seva defensa legal en casos judicials; i el seu lideratge en múltiples societats, incloent-hi ser la primera presidenta de l'Associació de Dones en Matemàtiques i la presidenta dels Serveis d'Educació i Formació de l'Amèrica oriental". I aquesta va ser la citació oral: "Els guanyadors del premi Karl E. Peace 2017 a les contribucions destacades en estadística per a la millora de la societat, reflecteixen diferents maneres en què el pensament estadístic en acció pot tenir un important impacte científic i social. El primer utilitza l'estadística per informar directament a la política i millorar la societat, i el segon està desenvolupant una nova metodologia estadística que es tradueixi en una millora de la societat. La doctora Mary Gray, formada com a estadística i advocada, ha fet importants contribucions en l'aplicació de l'estadística sobre els drets humans, la igualtat econòmica, en qüestions legals i sobre l'educació. És la fundadora i primera presidenta de l'Associació per a Dones en Matemàtiques i presidenta dels Serveis d'Educació i Formació de l'Amèrica oriental. La Dra. Gray és membre de l'Associació Americana d'Estadística i de l'Associació Americana per a l'Avenç en la Ciència i ha rebut el Premi Presidencial a l'Excel·lència en la Ciència. És l'autora de dos llibres i més de vuitanta articles i ha donat conferències entorn aquests temes tan importants als Estats Units, Europa, Amèrica Llatina i a l'Orient Mitjà."
Gray ha rebut el Premi Presidencial a l'Excel·lència en la Ciència, Enginyeria i Mentoria Matemàtica per part del president George W. Bush. També ha rebut títols honorífics de la Universitat de Nebraska, Mount Holyoke College i Hastings College. És membre de la Societat Americana de Matemàtiques, l'Associació Americana d'Estadística, l'Associació Americana per a l'Avenç de la Ciència i l'Associació per a Dones en Ciència.
El 2017, Gray va ser seleccionada com a membre de l'Associació per a Dones en Matemàtiques a la classe inaugural. El 2021, l'MAA li va concedir el Certificat al Mèrit.

## Obres publicades

### Llibres
- Gray, Mary W. Radical approach to algebra.  Reading, Massachusetts: Addison-Wesley Pub. Co, 1970. OCLC 80899.
- Gray, Mary W. Calculus with finite mathematics for social sciences.  Reading, Massachusetts: Addison-Wesley Pub. Co, 1972. ISBN 9780201025736.

### Articles de revista
Gray ha publicat més de 80 articles.
- Gray, Mary; Bergmann, Barbara R. «Student teaching evaluations: Inaccurate, demeaning, misused». Academe, vol. 89, 5, 9-2003, pàg. 44–46. DOI: 10.2307/40253388. JSTOR: 40253388.

## Premis
- 1959 Beca Fulbright[9]
- 1959-1963 Beca NDEA[10]
- 1963-1964 Beca NSF
- 1994 Premi Mentor a la trajectòria professional per part de l'American Association for the Advancement of Science[11]
- 1979 Premi Georgina Smith de l'Associació Americana de Professors Universitaris pel seu treball sobre la posició de la dona en la negociació col·lectiva[12]
- 2001 Premi Presidencial a l'Excel·lència en la Ciència, l'Enginyeria i la Mentoria Matemàtica[13]
- 2012 Premi Elizabeth L. Scott del Comitè de Presidents de Societats Estadístiques[14]
- 2017 Premi Karl E. Peace per contribucions destacades en estadística per a la millora de la societat[15]

## Afiliacions
- Presidenta de la Junta Directiva de l'American Middle East Education Foundation[16]
- Estadística sense Fronteres
- Codirectora del programa de beques Patricia Roberts Harris a la Universitat Americana[17]
- Presidenta de l'Associació de Dones en Matemàtiques, 1971–1973
- Associació Americana per a l'Avenç de la Ciència: presidenta del Comitè de Llibertat i Responsabilitat Científica, 1997 - 1999[18]